# Mette Bock
Mette Bock (født Samuelsen 26. juli 1957 i Gladsaxe) er cand.scient.pol. og mag.art. og var programdirektør i DR til november 2009, folketingsmedlem for Liberal Alliance og kultur- og kirkeminister i regeringen Lars Løkke Rasmussen III fra 28. november 2016.

## Baggrund
Mette Bock blev født i Gladsaxe som datter af lektor, cand.mag., fhv. MF Ole Samuelsen og inspektør Anna Holm. Hun blev kandidat i filosofi fra Odense Universitet i 1982, kandidat i statskundskab fra Aarhus Universitet i 1986 og mag.art. i filosofi fra Odense Universitet i 1989. Hun er søster til Anders og Morten Samuelsen. Mette Bock er gift med seminarielektor Hans Jørn Bock. De har tre børn og er bosat i Horsens.

### Civil karriere
Hun var 1984–2002 ekstern lektor ved Handelshøjskolen i Århus. I mange år var hun censor i statskundskab ved Odense- og Københavns Universiteter. Fra 1988 til 1989 arbejdede hun som konsulent hos PLS Konsult, men allerede i 1989 fik hun sit første lederjob, da hun blev programchef hos Dansk Management Forum. I 1992 blev hun direktør for Muskelsvindfonden, hvor hun var frem til 1998. I 1998 var hun journalist ved Morgenavisen Jyllands-Posten, men allerede i 1999 vendte hun tilbage til managementbranchen som chefkonsulent hos Lisberg Management og programdirektør for Scandinavian International Management Institute. I 2002 blev hun ansvarshavende chefredaktør og administrerende direktør for JydskeVestkysten og Syddanske Medier. Bock arbejdede i 2007 som studievært på det politiske interviewprogram Hva' er meningen? på dk4. 1. august 2007 blev hun prorektor for videnspredning ved Aarhus Universitet, og januar 2008 blev hun programdirektør i DR. I november 2009 fratrådte hun sin stilling i DR i en større omstrukturering, hvor DR skilte sig af med ca. 40 chefer. Mette Bock har udtrykt utilfredshed med DR's ledelse, men understregede at hun ikke gik i vrede. Da hun fratrådte sin stilling, modtog hun et fratrædelseshonorar på 2 millioner kroner. Hun var kommentator i Weekendavisen 1996–1998 og i Aktuelt 1999–2000 og er en hyppigt anvendt kommentator i Berlingske Tidende siden 2000 og i metroXpress siden 2006, ligesom hun deltager flittigt i den offentlige debat. 
I 2007 stod hun i spidsen for den undersøgelseskommission, der granskede Guldbrandsens og Nils Giversens omstridte DR-dokumentar Den hemmelige krig.
Mette Bock har haft en lang række tillidsposter. I 1997 var hun bestyrelsesformand for Frit Oplysningsforbund i Aarhus, og fra 1992 til 1996 var hun medlem af KaosPiloternes Pædagogiske Råd. 2000–2002 var hun bestyrelsesformand for Learning Lab Denmark, og siden 2003 har hun været medlem af bestyrelsen for Syddansk Universitet. Mellem 2010 og 2015 var Mette Bock medlem af Testrup Højskoles bestyrelse. Hun var fra 2012 formand for Grundtvig Centeret og 2014–16 formand for Grænseforeningen. Mette Bock sidder desuden i bestyrelsen for kursuscentret Trinity i Fredericia og det grundtvigske mødested Liselund i Slagelse. 
Mette Bock er medlem af VL-gruppe 1. I 2006 blev Mette Bock kåret som Årets erhvervskvinde. Hun fik Dansk Selskab for Virksomhedsledelses jubilæumspris i 1991 og Aarhus Universitets sølvmedalje for en filosofisk prisopgave i 1986.
I 2022 blev Mette Bock indstillet til embede som sognepræst i Horsens Provsti.

## Politisk karriere
Mette Bock har som sin bror Anders Samuelsen været politisk aktiv i mange år. Først som medlem af Socialistisk Folkeparti, som hun var folketingskandidat for i 1994. Ved valget i 2001 var hun folketingskandidat for Radikale Venstre, hvor hun også sad for Radikale Venstre ved valget i 2001 og var næstformand for partiets landsorganisation til 2006. Da Ny Alliance blev dannet i 2007, erklærede hun sin sympati for det nye parti, og har siden september 2010 været Liberal Alliances spidskandidat til Folketinget i Sydjyllands Storkreds.
Mette Bock blev valgt til Folketinget i Sydjyllands Storkreds første gang i 2011 med 6827 personlige stemmer. Bock genopstillede ved valget i 2015 og opnåede 11588 personlige stemmer i Sydjyllands Storkreds, flere end Bjarne Corydon (A). 
I 2017 afviste Mette Bock at undskylde for Danmarks slavefortid, og hun udtrykte utilfredshed med DR og deres "mange skandalesager", bl.a. ved offentligt at tage afstand til komikeren Jonathan Spang, og kritisere DR's formidling af "dansk kunst, kultur, og klassisk musik" i en kommentarrubrik i Berlingske.

I foråret 2017 søsatte medieforligskampagnen "Antennerne Ude", efterfulgt af et besøg hos DR Nordjylland, som havde til formål at 
"skabe en åben, offentlig samtale om mediebrugernes ønsker til fremtidens danske medieindhold forud for de politiske forhandlinger om et nyt medieforlig for 2019 og frem."
Kampagnen tiltrak 1.982 bidragsydere der leverede 3.726 bidrag. Respondenterne var hovedsagelig fra Hovedstadsområdet (38% af bidragsyderne) og 42% af dem var kvinder.
Mette Bock har udtrykt et ønske om, at Netflix fremover skal skabe dansk public service-indhold, og at licensen skal omlægges til en abonnements- eller skattefinansieret model.